# 国道123号

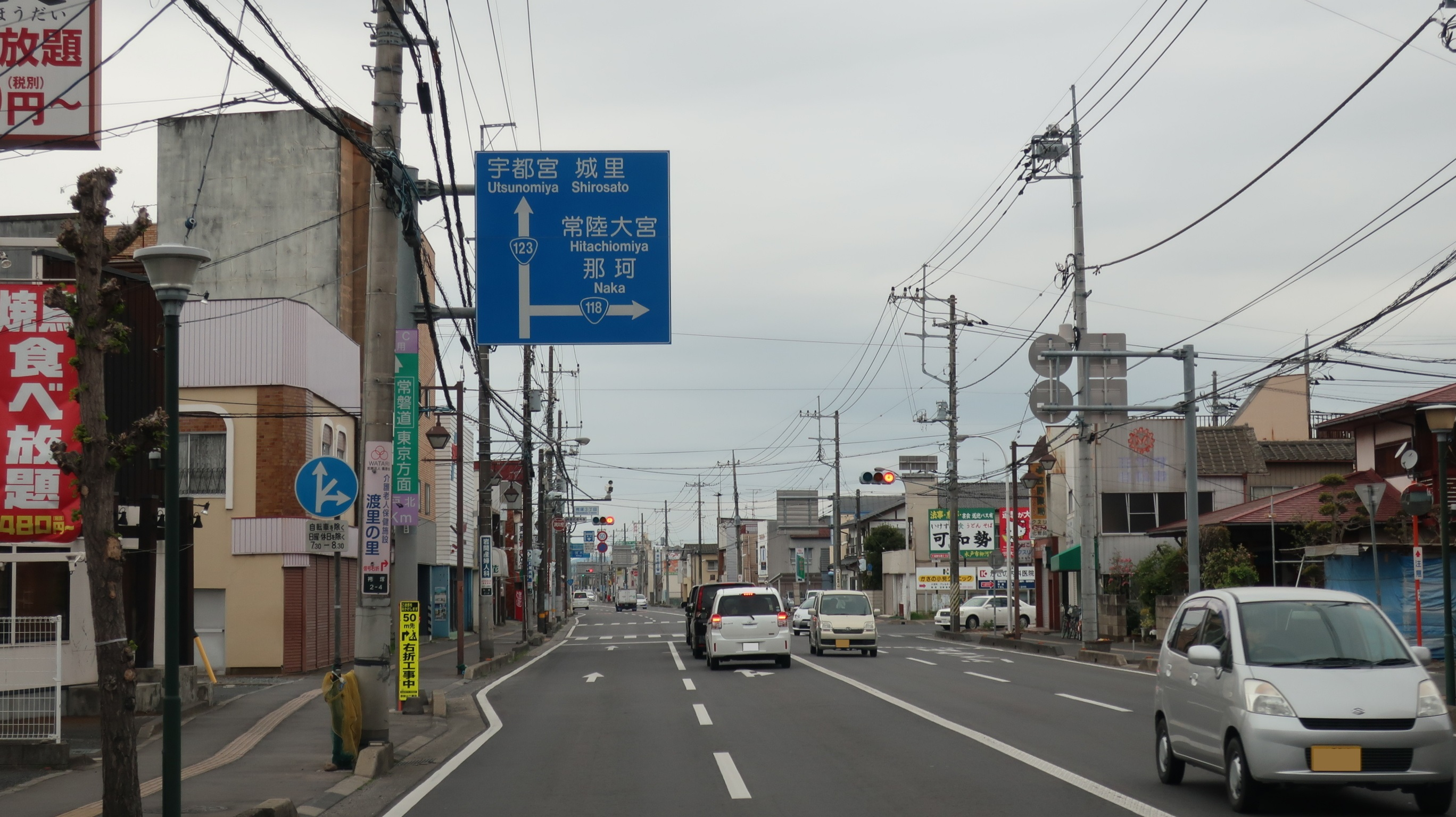
国道123号 終点
茨城県水戸市 袴塚3丁目交差点

国道123号（こくどう123ごう）は、栃木県宇都宮市から茨城県水戸市に至る一般国道である。

## 概要
栃木・茨城の県庁所在地を結ぶ主要ルートであり、全線にわたって2車線が確保されるなど一定以上の整備状態にある。起終点の市街地を除けば、主に農村地帯を通過する。また宇都宮・水戸間の交通には、国道50号および栃木県道・茨城県道1号宇都宮笠間線を用いるルートの方が距離が短く、こちらを利用する車も多い。起点から栃木県芳賀郡益子町まで栃木県道・茨城県道1号宇都宮笠間線と重複している。茨城県内では、主に那珂川に沿って通っている。

### 路線データ
一般国道の路線を指定する政令に基づく起終点および重要な経過地は次のとおり。
- 起点：宇都宮市（平松町交差点 = 国道4号交点、栃木県道・茨城県道1号宇都宮笠間線上）
- 終点：水戸市（袴塚3丁目交差点 = 国道118号・国道400号交点）
- 重要な経過地：栃木県芳賀郡益子町、同郡茂木町
- 総延長 : 71.1 km（茨城県 32.2 km、栃木県 38.9 km）重用延長を含む。[2][注釈 2]
- 重用延長 : 0.1 km（茨城県 0.1 km、栃木県 - km）[2][注釈 2]
- 未供用延長 : なし[2][注釈 2]
- 実延長 : 71.1 km（茨城県 32.2 km、栃木県 38.8 km）[2][注釈 2]
  - 現道 : 69.9 km（茨城県 31.0 km、栃木県 38.8 km）[2][注釈 2]
  - 旧道 : 0.7 km（茨城県 - km、栃木県 0.7km）[2][注釈 2]
  - 新道 : 0.5 km（茨城県 - km、栃木県 0.5 km）[2][注釈 2]
- 指定区間：なし[3]

## 歴史
現行の道路法（昭和27年法律第180号）に基づく二級国道として初回指定された1953年（昭和28年）では、千葉水戸線として指定されていた。1963年（昭和38年）に一級国道51号への昇格に伴い、同日新たに指定された宇都宮水戸線に採番された。

### 年表
- 1963年（昭和38年）4月1日：二級国道123号宇都宮水戸線（宇都宮市 - 水戸市）として指定施行[5]。
- 1965年（昭和40年）4月1日：道路法改正により一級・二級区分が廃止されて一般国道123号として指定施行[1]。
- 1970年（昭和45年）6月4日：東茨城郡常北町大字那珂西 - 水戸市飯富町の狭隘道路（1.9 km）をバイパス改築供用開始[6]。
- 1973年（昭和48年）4月12日：茨城県東茨城郡御前山村大字長倉地内の国道123号バイパス（1.18 km）を供用開始[7]。
- 1984年（昭和59年）9月13日：東茨城郡御前山村大字野田地内の旧道区間（1.27 km）が指定解除され、御前山村道へ降格[8]。
- 1984年（昭和59年）10月15日：水戸市飯富町地内（旧道分岐 - 飯富養護学校入口交差点）の旧道（約2.4 km）が国道指定解除され、水戸市道へ降格[9]。
- 1989年（平成元年）3月9日：水戸市飯富町 - 同市渡里町の旧道区間（982 m）が一般道に降格[10]。
- 2000年（平成12年）4月1日：水戸市飯富町 - 同市袴塚3丁目の区間を、通行する車両の最大重量限度25トンの道路に指定[11]。
- 2006年（平成18年）9月25日：水戸北スマートインターチェンジ (SIC) 開設に伴い、IC取付道路を供用開始[12]。
- 2007年（平成19年）4月2日：常陸大宮市(県境) - 同市野口の区間を、通行する車両の最大重量限度25トンの道路に指定[13]。
- 2012年（平成24年）3月30日：茂木バイパス開通に伴い旧道となった茂木町大町交差点経由ルートが国道指定解除[14]。
- 2017年（平成29年）3月6日：東茨城郡城里町石塚（笠間街道入口交差点 - 桂常北バイパス交点）の現道（910 m）が桂常北バイパスの部分開通により、国道指定を解除される[15]。
- 2019年（令和元年）
  - 10月13日：令和元年東日本台風（台風19号）の豪雨により水戸北スマートインターチェンジ付近などが水没、通行止になる[16]。
  - 10月18日：令和元年東日本台風の豪雨による通行止めが14時に解除[17]。
- 2024年（令和6年）
  - 2月1日：東茨城郡城里町大字上圷 - 同郡同町大字石塚字手這坂の旧道（950 m）が、桂常北バイパスの部分開通により国道指定解除[18]。
  - 2月29日：那珂川大橋（常陸大宮市 - 城里町）の新橋建設のための道路区域を指定[19]。
  - 6月24日：常陸大宮市野口字御城（茨城県道12号交点） - 同市野口字町井（茨城県道21号交点）にバイパス（972 m）を新設する道路区域を指定[20]。

## 路線状況

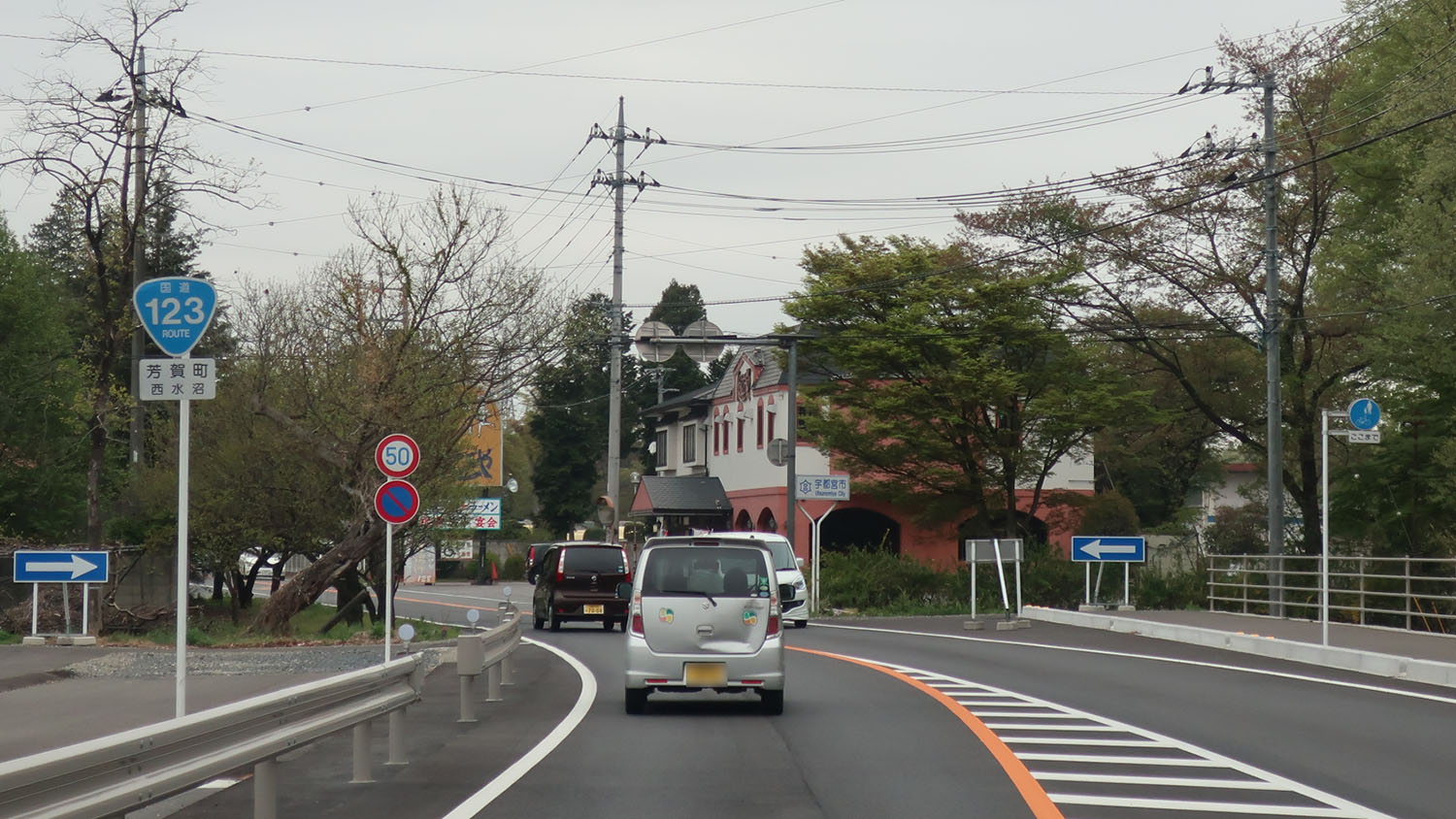
水橋バイパス
栃木県芳賀郡芳賀町

### 通称
- 茂木街道
- 石井街道（宇都宮市内）
- 水戸街道

### バイパス
- 水橋バイパス（芳賀郡芳賀町）
- 茂木バイパス（芳賀郡茂木町） : 2010年（平成22年）3月25日、全長3.7 kmが開通する。
- 御前山バイパス（常陸大宮市）※事業中
- 桂常北バイパス（東茨城郡城里町）※一部未開通
- 飯富バイパス（水戸市）

### 重複区間

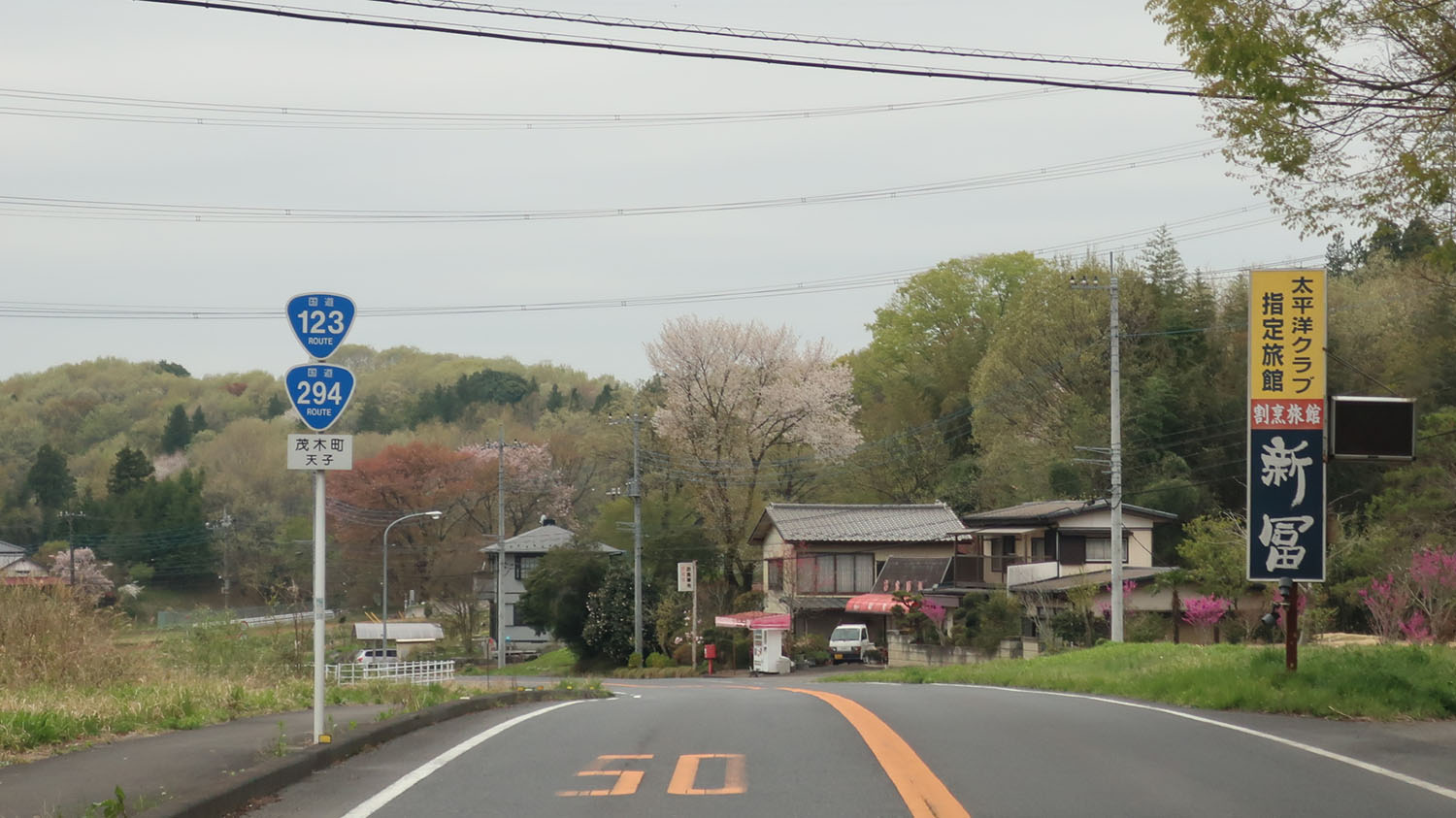
国道294号との重複
栃木県芳賀郡茂木町

- 国道294号（栃木県芳賀郡益子町・七井中央交差点 - 芳賀郡茂木町・天矢場交差点）

### 道路施設

#### 主な橋梁
- 新鬼怒橋（鬼怒川、栃木県宇都宮市）
- 新那珂川橋（那珂川、栃木県茂木町）

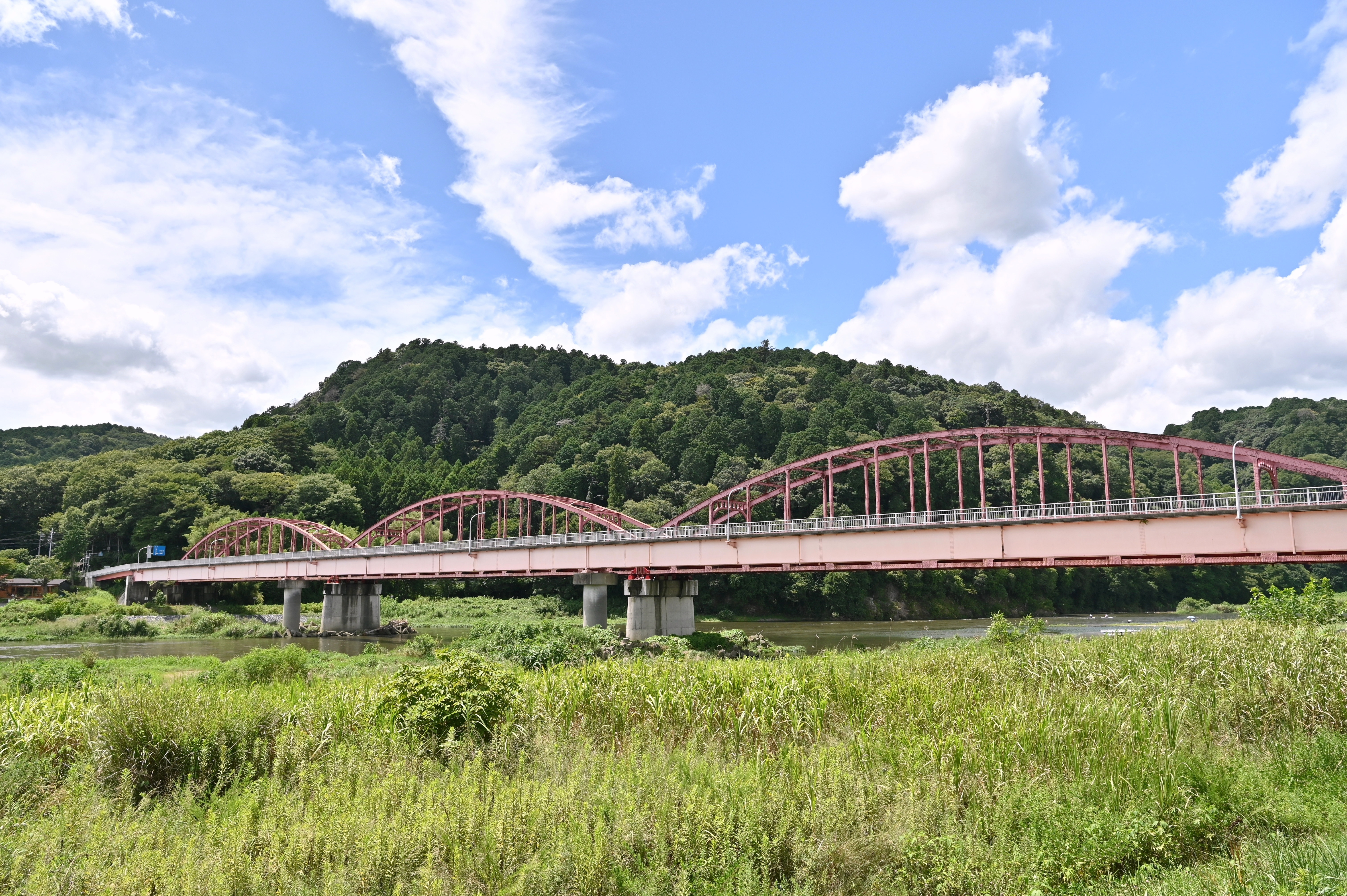
那珂川大橋（常陸大宮市）

- 那珂川大橋（那珂川、茨城県常陸大宮市 - 城里町）

#### 道の駅
- 栃木県
  - もてぎ（栃木県芳賀郡茂木町）
- 茨城県
  - かつら（東茨城郡城里町）

## 地理

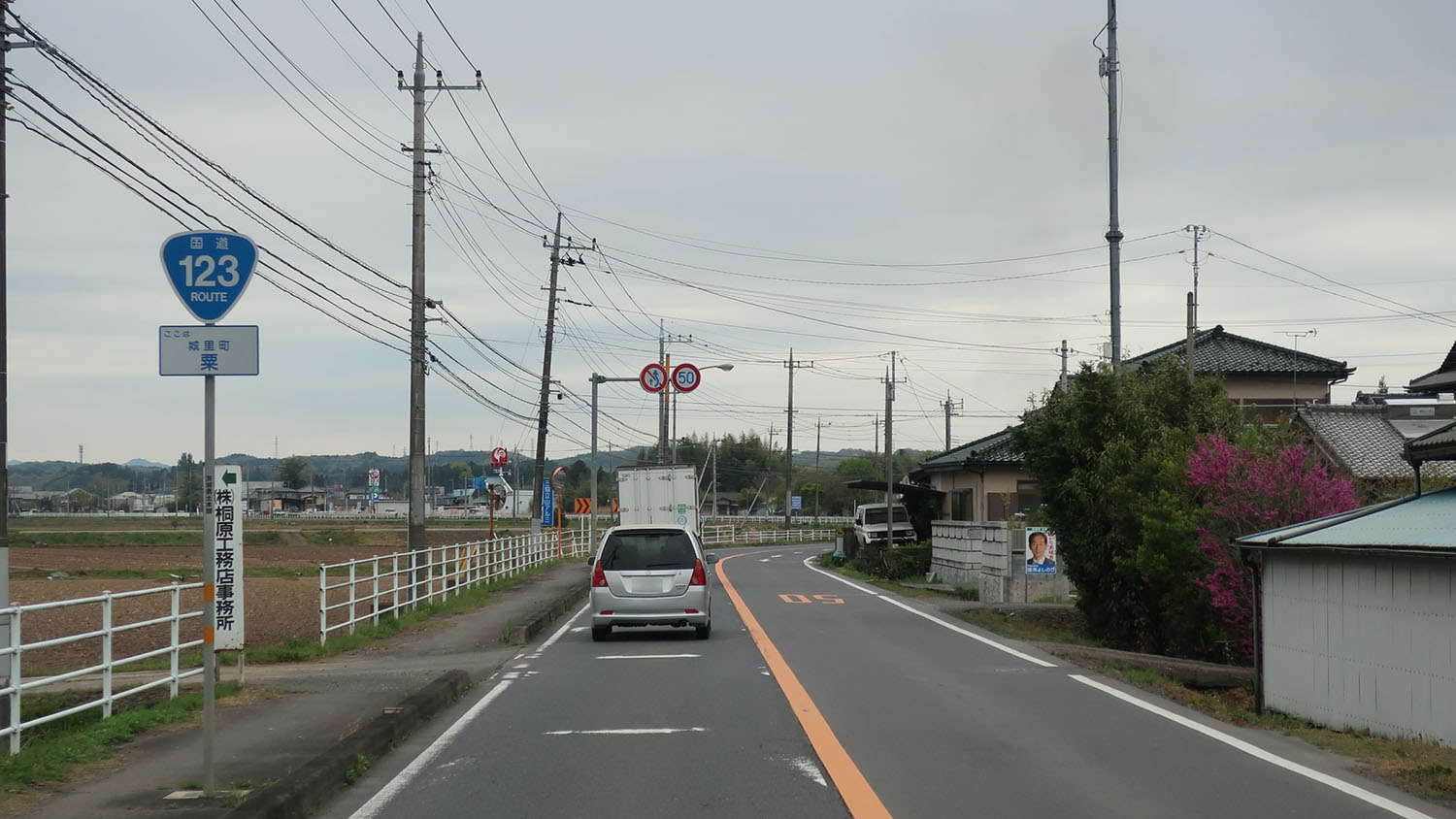
茨城県東茨城郡城里町
(2018年4月)

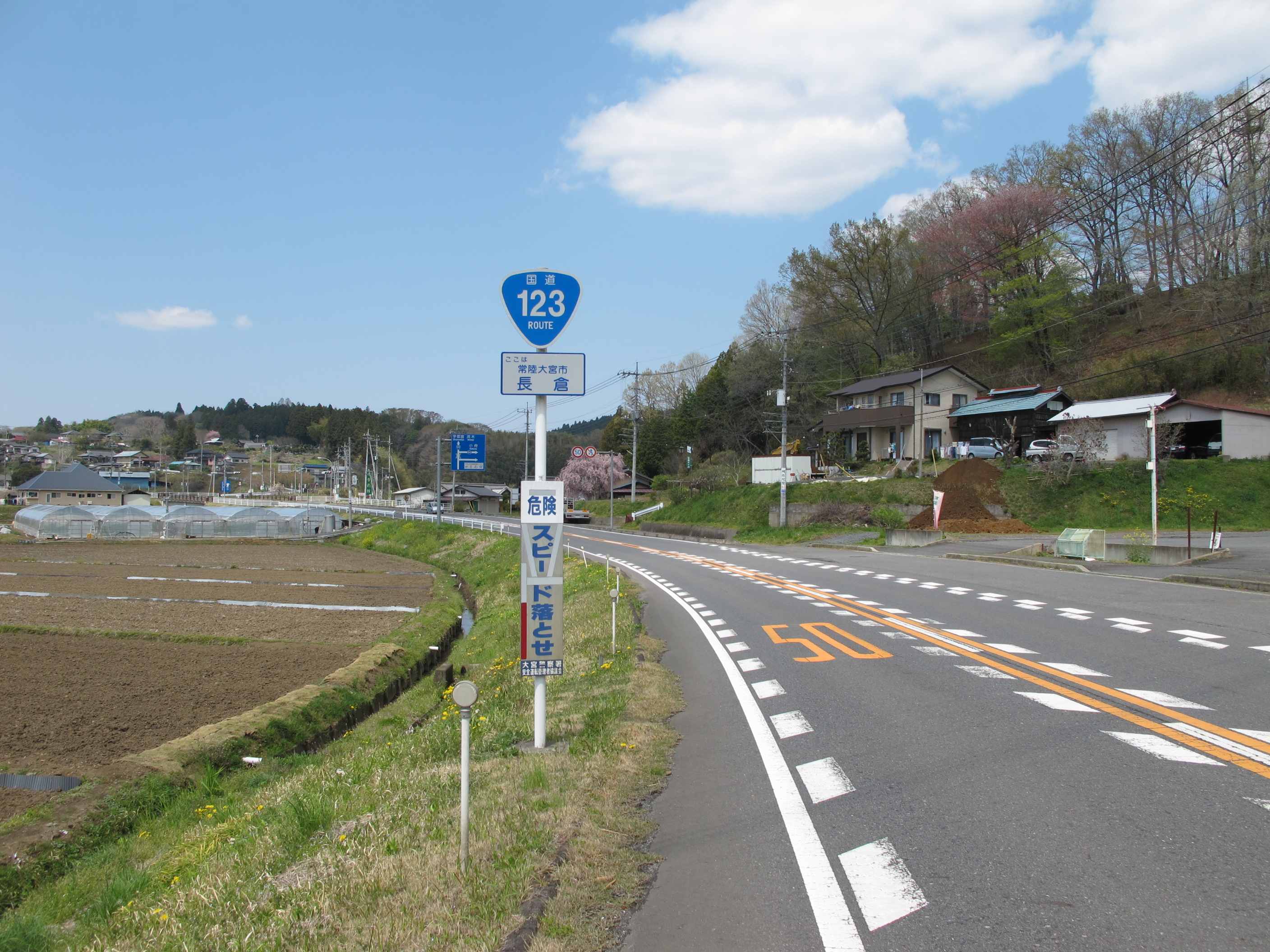
茨城県常陸大宮市長倉
(2014年4月)

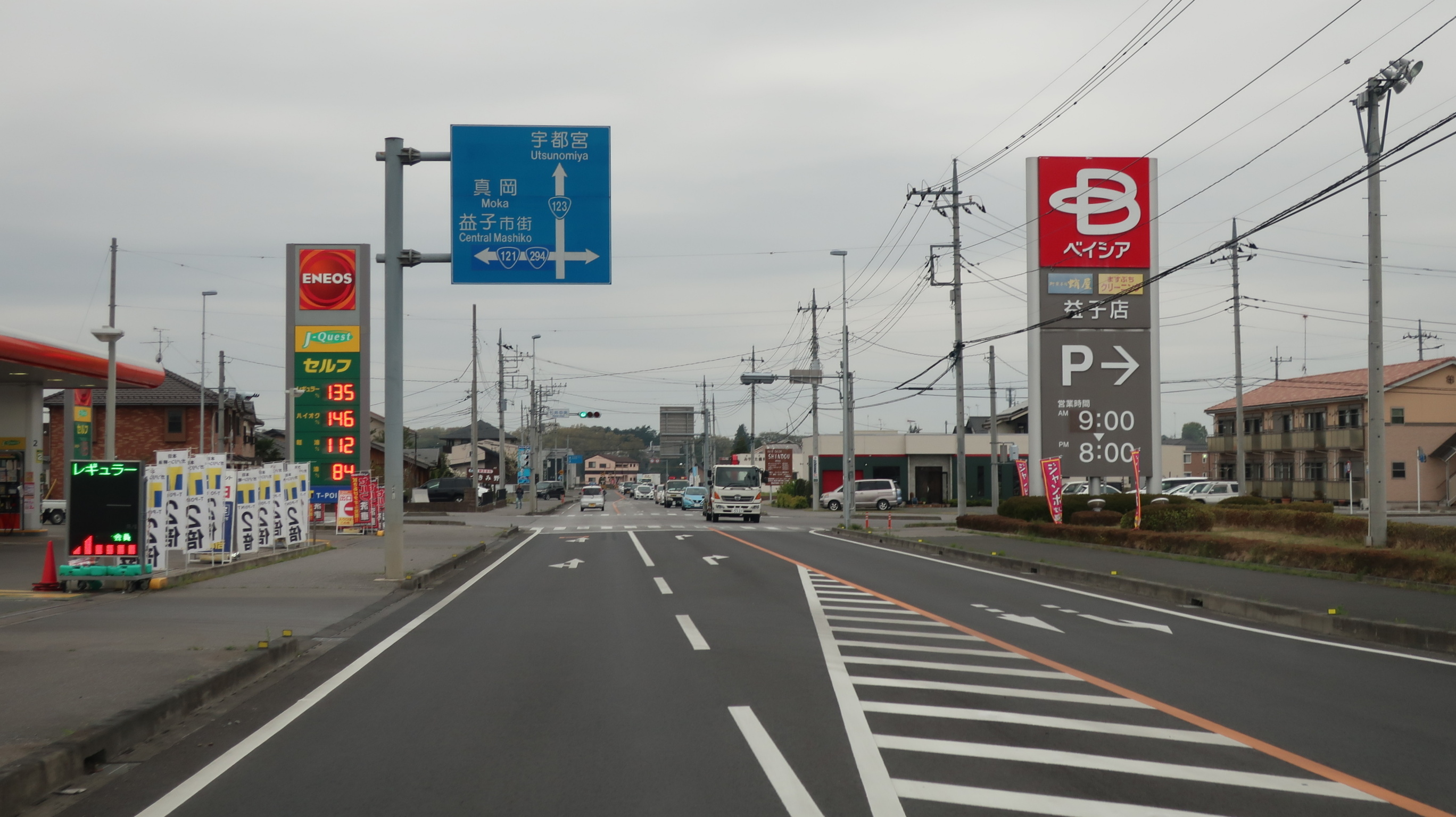
国道121号との分岐
栃木県芳賀郡益子町

### 通過する自治体
- 栃木県
  - 宇都宮市 - 芳賀郡芳賀町 - 芳賀郡市貝町 - 芳賀郡益子町 - 芳賀郡市貝町 - 芳賀郡茂木町
- 茨城県
  - 常陸大宮市 - 東茨城郡城里町 - 水戸市

### 交差する道路
交差する道路の特記がないものは市道・町道。
| 交差する道路                                      | 交差する道路                              | 市町村名   | 交差点名             |
| ------------------------------------------------- | ----------------------------------------- | ---------- | -------------------- |
| 県道1号 宇都宮市街地・鹿沼方面                    |                                           |            |                      |
| 国道4号（宇都宮バイパス）                         | 国道4号（宇都宮バイパス）                 | 宇都宮市   | 平松町               |
| 産業道路                                          | 産業道路                                  | 宇都宮市   | 産業道路入口         |
| 新4号国道（石橋宇都宮バイパス）                   | 新4号国道（石橋宇都宮バイパス）           | 宇都宮市   | 石井                 |
| 県道158号下岡本上三川線                           | 県道158号下岡本上三川線                   | 宇都宮市   | 新鬼怒橋西           |
| 国道408号                                         | 国道408号                                 | 宇都宮市   | 鐺山                 |
| 清原中央通り                                      | 国道408号真岡宇都宮バイパス鬼怒テクノ通り | 宇都宮市   | 清原工業団地南ランプ |
| 県道154号下高根沢氷室線                           |                                           | 宇都宮市   | 清原東小前           |
| -                                                 | 県道156号石末真岡線                       | 芳賀町     | 橋場                 |
| 県道156号石末真岡線                               |                                           | 芳賀町     | 西水沼               |
|                                                   |                                           | 芳賀町     | 東高橋               |
| 県道61号真岡那須烏山線                            | 県道61号真岡那須烏山線                    | 市貝町     | 下赤羽               |
| 県道255号塙上根線                                 | 県道255号塙上根線                         | 益子町     | 七井台町西           |
| -                                                 | 県道163号黒田市塙真岡線                   | 益子町     | 七井台町東           |
| 県道1号宇都宮笠間線                               | -                                         | 益子町     | 七井駅西             |
|                                                   | 国道121号・国道294号                      | 益子町     | 七井中央             |
| 県道1号宇都宮笠間線                               | 県道1号宇都宮笠間線                       | 益子町     | 大沢                 |
|                                                   |                                           | 益子町     | 小宅                 |
| -                                                 |                                           | 茂木町     | 北高岡               |
| 県道69号宇都宮茂木線 国道294号                    | -（屈折）                                 | 茂木町     | 天矢場               |
|                                                   | 県道206号飯茂木線                         | 茂木町     | 道の駅もてぎ         |
| 県道109号茂木停車場線                             |                                           | 茂木町     | 弾正町               |
| -                                                 |                                           | 茂木町     | 神井                 |
|                                                   | 県道51号水戸茂木線                        | 茂木町     | 神井大橋             |
| 県道27号那須黒羽茂木線                            |                                           | 茂木町     | （大字増井地内）     |
| -                                                 | 県道291号下伊勢畑増井線                   | 茂木町     | 林入口               |
| 県道27号那須黒羽茂木線                            | -                                         | 茂木町     | 塩田                 |
| -                                                 | 県道212号赤沢茂木線                       | 茂木町     | （大字飯野地内）     |
| 県道338号芳賀茂木線                               | -                                         | 茂木町     | 新那珂川橋東         |
| 県道164号長倉小舟線                               | -                                         | 常陸大宮市 | 長倉宿入口           |
| -                                                 | 県道39号笠間緒川線                        | 常陸大宮市 | 金井                 |
| 県道39号笠間緒川線                                | -                                         | 常陸大宮市 | （金井地内）         |
| 県道12号那須烏山御前山線 県道21号常陸大宮御前山線 | -（屈折）                                 | 常陸大宮市 | 野口                 |
|                                                   | 県道112号阿波山徳蔵線新道                 | 城里町     | 大桂大橋入口         |
|                                                   | 県道112号阿波山徳蔵線旧道                 | 城里町     | 阿波山十字路         |
| 県道61号日立笠間線                                | -                                         | 城里町     | （石塚地内）         |
|                                                   | 県道61号日立笠間線                        | 城里町     | 笠間街道入口         |
| -                                                 | 県道356号城里那珂線                       | 城里町     | （那珂西地内）       |
| 県道356号城里那珂線                               | 県道356号城里那珂線                       | 城里町     | （那珂西地内）       |
| E6 常磐自動車道                                   | 県道51号水戸茂木線                        | 水戸市     | 成沢入口 水戸北SIC   |
| 県道63号水戸勝田那珂湊線 県道169号菅谷小原水戸線  | -                                         | 水戸市     | 国田大橋西           |
|                                                   | 県道113号真端水戸線                       | 水戸市     | 台渡里               |
| 国道118号・国道400号                              | -                                         | 水戸市     | 袴塚3丁目            |
| 国道118号 水戸市街地方面                          |                                           |            |                      |

### 沿線
- 宇都宮大学（栃木県宇都宮市峰町）
- 宇都宮東警察署石井町交番（栃木県宇都宮市石井町）
- 宇都宮清原自動車学校（栃木県宇都宮市鐺山町）
- 栃木県農業大学校本館（栃木県宇都宮市上籠谷町）
- 宇都宮市立清原東小学校（栃木県宇都宮市氷室町）
- 真岡鐵道天矢場駅（栃木県芳賀郡茂木町大字北高岡）
- 道の駅もてぎ（栃木県芳賀郡茂木町大字茂木）
- モビリティリゾートもてぎ（栃木県芳賀郡茂木町桧山）
- 野口郵便局（茨城県常陸大宮市野口）
- 道の駅かつら（茨城県東茨城郡城里町大字御前山）
- 城里町立沢山小学校（茨城県東茨城郡城里町大字下阿野沢）
- 城里町立桂中学校（茨城県東茨城郡城里町大字阿波山）
- 阿波山郵便局（茨城県東茨城郡城里町大字阿波山）
- 城里町立石塚小学校（茨城県東茨城郡城里町大字石塚）
- 北消防署飯富出張所（茨城県水戸市飯富町）
- 常磐自動車道水戸北スマートインターチェンジ（茨城県水戸市飯富町）
- 水戸渡里郵便局（茨城県水戸市渡里町）
- 茨大前交番（茨城県水戸市袴塚三丁目）
- 茨城大学（茨城県水戸市文京二丁目）